# Abu-Hàmid al-Ghazalí
|  | Per a altres significats, vegeu «Al-Ghazalí (desambiguació)». |

Abu-Hàmid al-Ghazalí, conegut també amb el nom catalanitzat d'Algatzell i, entre els musulmans, com l'imam al-Ghazalí o Hújjat-al-Islam (persa: محمد غزالی; àrab: ابو حامد محمد بن محمد الغزالي الشافعي الطوسي حجة الإسلام, Abū Ḥāmid Muḥammad ibn Muḥammad al-Ḡazālī ax-Xāfiʿī aṭ-Ṭūsī Ḥujjat al-Islām; llatí: Algazelus o Algazel) (Tus, Khorasan, c. 5 de juliol de 1057 - 19 de desembre de 1111), fou un teòleg, filòsof, jurista i mestre sufí considerat un dels pensadors més importants del món islàmic, representant el misticisme més profund. Eixit de l'escola xafiïta, els seus treballs van permetre per primer cop que el sunnisme acceptés el sufisme com a ortodox. Se li deu igualment la introducció de la lògica i la sil·logística aristotèlica en la jurisprudència i la teologia islàmiques.
Al-Ghazalí va tenir una formació filosòfica molt completa; va escriure un assaig intentant resumir el pensament dels grans filòsofs musulmans (al-Kindí, Rhazès, al-Farabí, Avicena…). Decebut en la seva recerca d'una veritat filosòfica final, s'orienta cap a un misticisme profund negant tota veritat als filòsofs i acusant-los d'infidelitat. En la seva obra Tahāfut al-falāsifa (La incoherència dels filòsofs) (1095), mostra, pel mateix mètode dels filòsofs, que domina pels seus estudis, que els filòsofs no porten més que a errors, condemnables ja que contradiuen la revelació. La crítica apunta principalment a l'aristotelisme d'Ibn Sina. Un segle més tard, encara serà criticat per Ibn Rouchd Averroes.

## Biografia
Va créixer a Tus, Khorasan, en una família sunnita de tradició intel·lectual i, com a conseqüència, tant ell com el seu germà Àhmad des de petits es van dedicar a estudiar. Després de la mort del seu pare, el jove, encara menor, es va instal·lar i es va formar a les ciutats veïnes de Ghazala (d'aquí el seu sobrenom al-Ghazalí), Gorgan i Nixapur (que, en aquell temps, era un dels centres intel·lectuals més importants del món islàmic), seguint la tradició islàmica: estudi de l'Alcorà, de la tradició o hadits, de comentaris, del dret islàmic i de la xaria, i encara de ciències auxiliars com la gramàtica i lexicografia.
Va tenir, a més, l'oportunitat d'estudiar amb el teòleg més prestigiós de l'època, Imam al-Haramayní, i es convertí en el seu deixeble. L'any 1085, en morir el seu mestre, va entrar sota la protecció de Nidham-al-Mulk, visir del soldà de Seljuk i fundador de la Universitat de Bagdad (la madrassa Nizàmiyya). Nidham-al-Mulk ja tenia coneixement de la molt bona reputació d'al-Ghazalí com a erudit. El 1091, el va nomenar professor de la madrassa de Bagdad, on al-Ghazalí va ensenyar fins a l'any 1096. La seva fama s'estengué i el seu mestratge va atreure centenars d'erudits que assistien a les seves lliçons magistrals.
L'any 1095, una crisi espiritual portà al-Ghazalí a abandonar el seu càrrec de rector i deixar també la seva família per poder dedicar-se completament a la recerca de la veritat. Va patir una profunda crisi personal i es convertí en un asceta errant, un dervix, que freqüentava els cercles sufís. Va emprendre un llarg viatge espiritual de deu anys i va estar a Damasc, Jerusalem, Hebron, Alexandria, el Caire, Medina i la Meca, abans de tornar a Bagdad. Es consagrà a les pràctiques espirituals pròpies de la via sufí, i va estar un temps retirat amb els místics sufís a Tus.
Superada aquesta crisi, retornà al seu país natal on, mitjançant diverses obres, exposà la seva nova comprensió religiosa. Va ensenyar durant quatre anys a l'escola Nezamiyeh de Nixapur, però posteriorment va rebutjar la tasca docent, tot i que el soldà seljúcida Sanya li va proposar ser-ne el director. Finalment, es va retirar definitivament a Tus, on va morir el 19 de desembre de l'any 1111, als 54 anys.

### Educació
Al-Ghazalí era encara jove quan el seu pare es va morir, després d'haver encarregat a un dels seus amics sufís d'ocupar-se de l'educació dels dos fills. L'amic en qüestió s'alliberà d'aquesta missió amb l'esgotament dels fons llegats pel pare i va aconsellar els dos germans inscriure's en una madrassa on els alumnes seguien cursos i se n'encarregaven materialment. Al-Ghazalí hauria començat, cap als set anys, estudiant l'àrab i el persa, l'Alcorà i els principis de la religió. A la madrassa, va entrar en el cicle dels estudis secundaris i superiors, amb l'estudi del fiqh (jurisprudència islàmica) i l'exegesi (tafsir) del text alcorànic i dels hadits (paraules del profeta).
Cap a l'edat de 15 anys, al-Ghazalí es va instal·lar a Gorgan, centre puixant del saber en aquell temps, situat a 160 km aproximadament de Tus, per estudiar el fiqh amb l'imam al-Ismaïlí (1084). Aquest tipus de «viatge a la recerca del saber» per tal de seguir l'ensenyament dels considerats mestres del moment, era una de les tradicions educatives de l'islam. Va tornar l'any següent a Tus, on va quedar-se tres anys, consagrats a memoritzar i comprendre millor el que havia transcrit de l'ensenyament dels seus mestres. Va anar llavors a Nixapur, on es va quedar de 1081 a 1085. Hi va estudiar el fiqh, la teologia dogmàtica (kalam) i la lògica, així com elements de filosofia, amb l'imam al-Haramayní, el jurisconsult de ritu xafiïta més famós de l'època. Al-Ghazalí tenia llavors 23 anys. Durant els cinc anys que segueixen, és l'alumne i l'ajudant de l'imam al-Haramayní, i va començar a publicar algunes obres i a estudiar el sufisme amb un altre xeic, al-Farmadhí.

### En els camins del poder
La mort d'al-Haramayní el 1085 suposa el final del període d'aprenentatge d'al-Ghazalí -que té llavors 28 anys- i l'inici en la immersió en la política i a freqüentar els camins del poder. Va al «camp» del ministreseljúcida Nidham-al-Mulk, on porta durant sis anys la vida dels juristes del tribunal, feta de combats polítics, de lluites sàvies i d'escriptures, fins que serà nomenat professor a la madrassa Nizàmiyya de Bagdad, fundada per a l'ensenyament del dret xafiïta. Durant els quatre anys en què ocupa aquest lloc, escriu un cert nombre d'obres sobre el fiqh -que ensenya-, lògica i el Kalam, les més importants són el Mustazhiri i Al-Iqtisad fil-I'tiqad (El just mig en la creença), dues obres de jurisprudència de caràcter polític.
Durant el període en què ensenya a la Nizamiyya de Bagdad, al-Ghazalí estudia filosofia en profunditat (la dels grecs Aristòtil, Plató i Plotí en particular, i la filosofia islàmica, sobretot Ibn Sina i al-Farabí), per tal de refutar-la millor. El problema essencial al qual es confronta és el de conciliar la filosofia i la religió, i ho resol en aquests termes: la filosofia és veritat en la mesura en què és conforme als principis de la religió (de l'islam) i error quan és en contradicció amb aquests principis. Com a preludi als seus atacs contra la filosofia, al-Ghazalí escriu una obra, Maqāsid al-falāsifa (Les intencions dels filòsofs), en la qual exposa l'essència del pensament filosòfic conegut a la seva època seguit de la seva cèlebre obra, Tahāfut al-falāsifa (La incoherència dels filòsofs) (1095). Resumeix la seva oposició a la filosofia en vint preguntes tocant l'ésser humà, el món i Déu. Per a al-Ghazalí, el món és una creació recent, els cossos es reuneixen amb les ànimes en el més-enllà i Déu coneix els particulars com coneix l'universal.
El Tahāfut al-falāsifa va tenir un ressò considerable en el món araboislàmic, i fins i tot a l'Europa cristiana; aquesta obra i el seu autor han estat un dels factors del declivi del pensament filosòfic grec en el món islàmic, malgrat les poques temptatives de defensa de la filosofia per Ibn Rouchd Averroes i d'altres.
Amb la intensificació de l'enfrontament militar i intel·lectual entre el sunnisme i el xiisme, entre el califat abbàssida, d'una banda, i l'estat fatimita i els seus partidaris i aliats en el Màixriq, de l'altra, al-Ghazalí és mobilitzat i publica una sèrie d'obres al respecte, i n'és la més important Els vicis de l'esoterisme i Les virtuts de l'esoterisme .
L'esoterisme dels batinites reposa sobre dos principis fonamentals: la infal·libilitat de l'imam, font obligatòria del saber, i la interpretació esotèrica de la xaria (la llei revelada de l'islam) per l'imam i els seus representants.
Al-Ghazalí concentra els atacs sobre el primer principi, el de la infal·libilitat de l'imam; el seu objectiu és defensar el califat abbàssida i justificar-ne l'existència, tot i que simbòlica (el califat es troba llavors en situació d'extrema feblesa), de moderar les condicions d'accés a l'imamat i de conferir una legitimitat als soldans seljúcides, que detenen llavors el verdader poder militar i polític, problema juridicopolític al qual també s'han confrontat altres fuqaha (jurisconsults) musulmans, al-Mawardi en particular. Però la campanya d'al-Ghazalí contra els batinites no és coronada amb el mateix èxit que la seva campanya contra els filòsofs.
Va ensenyar, en el renaixement de les ciències religioses (lhyâ ôloum ed-dîn), que el fiqh, com el sentien els malikites d'estricta observança, no era més que una ocupació temporal sense vincle amb la religió. Va denunciar les intervencions interessades dels foqaha en la política, el seu sentit del reclam i la seva bogeria de pretendre assegurar, per una vana gimnàstica jurídica, la salvació de l'ànima, mentre que la religió és sobretot assumpte de cor. Es comprèn que les seves obres van xocar amb els malikites a l'Occident musulmà, menys per motius dogmàtics que per a la duresa dels judicis contra els foqaha. També aquests van aconseguir que el príncepalmoràvit Alí ibn Yússuf, l'enemic de la teologia, els fes cremar i amenacés amb la confiscació dels seus béns i mort per a qualsevol que en posseís fragments. Aquest pecat contra l'esperit havia de ser fatal per als almoràvits, com ho prova l'èxit del moviment almohade.

### Crisi espiritual
Cap a 1095, al-Ghazalí, llavors amb trenta-vuit anys, travessa una crisi espiritual que dura més o menys sis mesos i que es pot resumir en un enfrontament violent entre la raó i l'ànima, entre el món d'aquí baix i el del més enllà. Comença per dubtar de les doctrines i clans existents (és a dir, del coneixement); després dubta dels instruments del coneixement. Aquesta crisi l'afecta físicament fins al punt que perd la paraula i queda, doncs, incapaç d'ensenyar; no acaba més que quan renuncia a les seves funcions, a la seva fortuna i a la seva celebritat.
Al-Ghazalí resumeix les doctrines dominants en la seva època en quatre doctrines principals: la teologia dogmàtica, basada en la lògica i la raó; l'esoterisme, basat en la iniciació; la filosofia, basada en la lògica i la demostració; el sufisme, basat en la revelació i el testimoniatge. Igualment, els mitjans d'aconseguir el coneixement arriben amb els sentits, la raó i la inspiració. Acaba escollint el sufisme i la inspiració i, convençut que la unitat del món i del més enllà era difícil, fins i tot impossible, pretexta un pelegrinatge a la Meca per anar-se'n de Bagdad i arribar a Damasc.

### Període sufí
Les influències sufís són nombroses i fortes en la vida d'al-Ghazalí. Viu en el temps de propagació del sufisme: el seu pare era prop del sufisme, el seu tutor és sufí, el seu germà se'n fa a una edat precoç, els seus mestres s'inclinen cap al sufisme, el ministre Nidham-al-Mulk és prop dels sufís i el mateix al-Ghazalí ha estudiat el sufisme. Però el sufisme no és només un saber teòric estudiat en llibres o ensenyat per mestres, és també una acció, una pràctica i un comportament, els principis de base del qual són, sobretot, renunciar al món d'aquí baix, la solitud i errar. Així, al-Ghazalí, durant onze anys, porta una vida d'ermità entre Damasc, Jerusalem i la Meca. En aquesta època, comença a escriure el més important dels seus llibres, Ihyā' 'ulūm al-dūn (Revificació de les ciències de la religió) -que acaba potser ulteriorment. Dividit en quatre parts, consagrades respectivament a les pràctiques del culte, als costums socials, als vicis i causes de perdició i a les virtuts que condueixen a la salvació, aquesta obra no aporta res fonamentalment nou, però es troba en els seus quatre volums i les seves aproximadament 1.500 pàgines l'essència del pensament islàmic religiós de l'edat mitjana, sota una forma alhora exhaustiva, clara i simple, que explica el lloc únic que ocupa en la història del pensament islàmic.

### Tornada a Bagdad

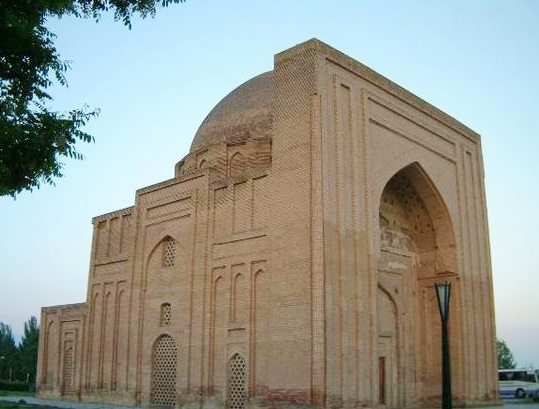
Tomba Haruniyeh, nomenada després d'Harun ar-Rachid. L'estructura actual ha estat probablement construïda al. Ghazalí és enterrat aquí

Al-Ghazalí retorna a Bagdad el 1097 i continua vivint com un sufí en el ribat d'Abu Said de Naysabur, que es troba davant la madrassa Nizamiyya. Reprèn durant un cert temps l'ensenyament, que consagra essencialment a la Ihyā' 'ulūm al-dūn, després torna a Tus, la seva ciutat natal, on, continuant vivint com a sufí i escrivint, acaba la seva principal obra i crea altres obres la inspiració mística de les quals és manifesta.
El 1104, al-Ghazalí reprèn les seves funcions a la madrassa Nizamiyya de Naysabur, a petició del ministre seljúcida Fakhr al-Mulk, després d'aproximadament deu anys d'absència. Continua, això no obstant, fent la vida dels sufís i escriu. Deixa Naysabur i torna de nou a Tus, la seva ciutat natal, on continua la vida de renúncia dels sufís i l'ensenyament.
Prop de la seva casa, fa construir un khangah (mena de retir sufí), on escriu en aquesta època Minhaj al-'Abidin (La via de la devoció), que sembla una descripció de la seva vida i de la dels seus alumnes: renúncia al món d'aquí baix, solitud i educació de l'ànima. És així com passa la resta dels seus dies, fins a la seva mort, el 1111.

## Els principis teològics d'al-Ghazalí
El pensament d'al-Ghazalí, com el pensament islàmic de manera general, gira essencialment al voltant del concepte de Déu i de les seves relacions amb les seves creacions (el món i l'ésser humà). Certament, al-Ghazalí comença per seguir el corrent del fiqh i, més concretament pel de la teologia dogmàticaaixarita, en la seva descripció de la identitat i dels atributs de Déu, i el corrent sufí en la definició de la relació entre Déu i l'ésser humà, però va més lluny proposant una idea nova de la identitat de Déu, dels seus atributs i de la seva acció.
Al-Ghazalí està d'acord amb els jurisconsults i els teòlegs pel que fa a la unicitat i l'eternitat de Déu, un déu sense substància ni forma, que no s'assembla a cap cosa i a la qual cap cosa no s'assembla, un déu omnipresent, omniscient i omnipotent, un déu dotat de vida, de voluntat, d'oïda, de vista i de paraula. Però el déu d'al-Ghazalí és diferent en el fet que l'univers i els seus components, i els actes dels humans, se sotmeten a la seva forta influència i a la seva intervenció directa i constant, i que els conceptes propis de la justícia dels humans no podrien ser-li aplicats. Difereix també per la presa en consideració del moltes criatures.
A semblança de nombrosos jurisconsults i filòsofs, al-Ghazalí distingeix dos mons, aquest, que és efímer, i l'altre que és etern. El primer, el de l'existència material, és una existència provisional, sotmesa a la voluntat de Déu; no és regit per un conjunt de lleis científiques, que són segons ell una part d'aquest món, sinó que és dominat, regit i dirigit per la intervenció directa i constant de Déu (rebuig a la causalitat). Pensa que Déu no és només el creador de l'univers, de les seves característiques i de les seves lleis (o causa de l'existència), és també la causa de tot esdeveniment que hi sobrevé, insignificant o important, passat, present o futur.

## Teodicead'al-Ghazalí
És en aquest univers que viu l'ésser humà, criatura feta d'una ànima immortal i d'un cos efímer. L'ésser humà no és ni bo ni dolent per naturalesa, encara que la seva disposició natural sigui més a prop del bé que del mal. Es mou, a més a més, en un espai restret, on les restriccions prevalen contra les possibilitats de tria. És menys fet per al món d'aquí a baix, on pateix, que per a l'altre, al qual ha d'aspirar i cap al qual ha de consagrar els seus esforços.
La societat, formada d'éssers humans, no és i no sabria ser virtuosa per a al-Ghazalí. És una societat on el mal està sobre el bé, fins al punt que l'ésser humà té més interès a evitar-lo que a viure-hi. La societat no pot anar més que empitjorant. L'individu hi té els seus drets i els seus deures, però la seva existència és insignificant al costat de l'existència i de la potència del grup. És també una societat estratificada, composta d'una elit pensant i dirigent i d'una massa, que ha abandonat completament la seva sort a les mans d'aquesta elit. Les preguntes de la religió i de la doctrina són competència dels savis i els assumptes d'aquest món i de l'estat són a les mans dels dirigents. El poble no fa sinó d'obeir. Finalment, la societat és completament sotmesa a l'autoritat de Déu i a les seves comminacions, el seu únic objectiu és la religió i donar als éssers humans la possibilitat de venerar Déu.

## La filosofia d'al-Ghazalí
Consciència i saber són els principals trets distintius de l'ésser humà, el qual poua el coneixement en dues fonts, l'una humana, que li permet descobrir el món material, per mitjà d'aquestes eines limitades que són la percepció i la raó; i l'altra divina, que li permet conèixer el món del més enllà, per la revelació i la inspiració. Aquests dos tipus de coneixement no es poden posar en peu d'igualtat, des del punt de vista de la seva font com del seu mètode o del seu grau de veritat. El verdader saber no pot venir més que de la revelació, una vegada l'ànima reformada i purificada per l'educació de l'esperit i del cos, i en conseqüència a punt per gravar el que és gravat en la memòria. Es tracta d'un saber el vector del qual no és ni la paraula ni l'escrit, un saber que investeix l'ànima en la mesura que aquesta és pura i es presta a rebre'l. I com més l'ànima es guanya aquest saber, més coneix Déu i s'hi acosta, i més gran és la felicitat de ser humana.
Segons al-Ghazalí, l'individu virtuós és el que renuncia a aquest món per tendir cap al més enllà, que prefereix la solitud a la freqüentació dels seus semblants, la indigència a la riquesa i la gana a la sacietat. És l'abandó a Déu i no el gust del combat el que dicta el seu comportament, i és més propens a ser pacient que agressiu. Curiosament, quan fins i tot la imatge del virtuós començava a evolucionar a Europa, el «monjo cavaller» suplantava el monjo errant, el vestit del virtuós canviava també a l'Orient àrab, amb la diferència que l'armadura del cavaller combatent deixava lloc als parracs del sufí. I mentre Pere l'Ermità esvalotava les masses europees i les mobilitzava per les croades, al-Ghazalí exhortava els àrabs a sotmetre's als sobirans i a dissuadir-los a desviar-se de la societat.

## La influència d'al-Ghazalí
Al-Ghazalí es mor a l'edat de cinquanta-cinc anys, després d'una vida que es pot considerar curta si es consideren l'amplitud, la riquesa i la influència de la seva obra. Es pot dir que ha estat un dels principals pensadors musulmans, un dels que han deixat l'empremta més profunda, mereixent així el sobrenom de «renovador del segle v de l'Hègira». La gran influència que ha tingut al-Ghazalí pot ser atribuïda a diversos elements, com ara:
- La profunditat, la força i l'extensió del seu pensament, consignat en més de cinquanta obres, les més importants de les quals són Ihya Ulum al-Din (Revivificació de les ciències de la fe), Tahāfut al-falāsifa (La incoherència dels filòsofs) i Al-Munquidh min al-Dalal (Error i alliberament), obres que es continuen avui estudiant.
- Els seus punts de vista estaven d'acord amb la seva època i el seu medi, reflectint aquesta època sens dubte, constituint un element de continuïtat i d'ordre més que un factor de renaixement i de canvi.
- Després d'ell, la societat i el pensament islàmics van entrar en una llarga era d'esclerosi, en què els grans pensadors són rars, cosa que explica que el pensament d'al-Ghazalí hagi continuat viu i influent.

La influència d'al-Ghazalí sobre el pensament islàmic pot veure's en els elements següents:
- Tornada del «principi de temor» en el pensament religiós, i insistència en l'existència del creador que se situa en el centre de l'existència humana i que regeix directament i constant el curs de les coses (després que els sufís havien desmuntat el «principi d'amor»).
- Reconciliació entre la xària i el sufisme (entre els jurisconsults i els sufís) i multiplicació de les confraries sufís.
- Defensa de l'islam sunnita contra la filosofia.
- Debilitament de la filosofia i de les ciències de la natura.

La influència d'al-Ghazalí s'ha estès més enllà del món islàmic fins al pensament europeu jueu i cristià.

A finals del segle xi i sobretot al segle xii de l'era cristiana, nombroses obres àrabs de matemàtiques, astronomia, ciències naturals, química, medicina, filosofia i teologia van ser traduïdes al llatí, entre les quals algunes obres d'al-Ghazalí, com Ihya 'Ulum al-Din (Revivificació de les ciències de la fe), Maqāsid al-falāsifa  (Les intencions dels filòsofs), que alguns han pres per error com una exposició del pensament d'al-Ghazalí, tot i que es tractava d'una recapitulació dels principis filosòfics en aquell temps, Tahāfut al-falāsifa (La incoherència dels filòsofs) i Mizan al-'Amal (Criteri de l'acció).
A més a més, alguns savis europeus sabien àrab i van poder conèixer directament els punts de vista d'al-Ghazalí; la influència és molt clarament perceptible en nombrosos filòsofs i savis de l'edat mitjana i del començament de l'era moderna, particularment sant Tomàs d'Aquino, Dant i David Hume. Thomas d'Aquino (1225-1274), en la seva Summa Theologiae deu molt a al-Ghazalí (sobretot a Ihyā' 'ulūm al-dūn (Revivificació de les ciències de la fe), a Kimiya-yi Sa'adat (L'alquímia de la felicitat), a Ar-Risala al-Laduniyya (La saviesa de les criatures de Déu) i al Missatge diví.
Els escrits de Dant (1265-1321) revelen clarament el poder islàmic d'al-Ghazalí i de Risalat al-Ghufran (Epístola del perdó) d'al-Maari. I al-Ghazalí ha exercit igualment influència sobre Blaise Pascal (1623-1662), sobretot donant la primacia a la intuïció sobre la raó i els sentits, i aquesta influència es fa sentir en David Hume (1711-1772), en la seva refutació de la causalitat.
Sembla que al-Ghazalí va exercir una influència més profunda sobre la filosofia jueva que sobre la teologia i el pensament cristians. Yehudà ha-Leví se n'inspira per compondre el seu Kuzari. Isaac Albalag, continuador jueu d'Ibn Ruixd (Averrois), escriu un comentari sobre el Tahafut que s'assembla molt al Tahafut al-Tahafut del seu mestre.< br/> En efecte, eren nombrosos els savis jueus de l'edat mitjana que coneixien perfectament la llengua àrab, i algunes obres d'al-Ghazalí han estat traduïdes a l'hebreu. El seu llibre Mizan al-'Amal (Criteri de l'acció), en particular, ha trobat un públic en els jueus de l'edat mitjana: ha estat diverses vegades traduït a hebreu, i fins i tot adaptat, els versicles de l'Alcorà són reemplaçats per les paraules de la Torà. Un dels grans pensadors jueus que va rebre la influència d'al-Ghazalí va ser Maimònides (en àrab: Musa Ibn Maimun; en hebreu: Moixè ben Maymon (1135-1204)). Aquesta influència és manifesta en el seu Dalalat al Ha'irin (Guia dels perduts), redactat en àrab, una de les obres més importants de la teologia jueva medieval.
Els escrits d'al-Ghazalí sobre educació representen l'apogeu del pensament en la civilització islàmica. La concepció de l'educació que ha elaborat pot ser considerada com la construcció més acabada en aquest domini, definint clarament els objectius de l'educació, traçant el camí a seguir i exposant els mitjans d'arribar a l'objectiu buscat. Al-Ghazalí ha exercit una influència evident sobre el pensament educatiu islàmic de la vida al segle xiii de l'hègira (del segle xii al segle xix de l'era cristiana). Es pot gairebé dir que amb rares excepcions, els pràctics i els teòrics de l'educació no han fet res més què copiar al-Ghazalí i resumir els seus punts de vista i els seus escrits.
La quasi totalitat del pensament educatiu islàmic (i en particular sunnita) ha seguit el camí traçat per al-Ghazalí, la influència ininterrompuda del qual ha sobreviscut la maror de la modernitat occidental i l'aparició de la civilització àrab moderna contemporània.

## Obra
L'obra d'al-Ghazalí va donar a l'islam un impuls durador vers l'essencialisme, soscavant la tradició racionalista que existia anteriorment i mostrant l'íntima compenetració entre les pràctiques exteriors de la comunitat en general i l'ascesi unitiva dels místics sufís; el seu paper espiritual en l'islam ha estat comparat amb el de sant Agustí dins el cristianisme i, de fet, va compondre unes Confessions com aquest darrer, titulades El qui deslliura de l'error (al-Munqīd min al-dalāl).
Al-Ghazalí fou un autor molt prolífic i la seva obra és molt nombrosa; ha estat calculada entre els 130 i, segons altres, els 70 títols, pràcticament tots sobre filosofia i religió. Les obres més destacades en són:
- Al-Basit, sobre la doctrina xafiïta.
- Tahāfut al-falāsifa (La incoherència dels filòsofs, en llatí Destructio philosophorum), en què exposa la seva crisi d'escepticisme i ataca aferrissadament els filòsofs en general i Avicenna en particular. Aquesta obra provocà una rèplica d'Averrois, línia per línia, en la seva obra Tahāfut al-tahāfut (La destrucció de la destrucció o L'ensorrament de l'ensorrament, en llatí Destructio destructionum).
- Mustazhari, en què refuta els esotèrics o batinies.
- Maqāsid al-falāsifa (Les intencions dels filòsofs). El propòsit inicial d'Algatzell era dividir aquesta obra en tres parts: en la primera, feu una exposició de les teories i tesis dels filòsofs, en la segona es proposà escriure una crítica de les tesis dels filòsofs contràries a l'islam (aquesta segona part es convertí en l'obra independent Tahāfut al-falāsifa) i, finalment, en la tercera part volia exposar la seva pròpia filosofia dins del marc de la religió islàmica (aquesta última part no se sap si finalment es va redactar, perquè no es té constància de la seva existència). D'aquesta obra, Ramon Llull en feu una versió en àrab, llatí i català, amb el títol de Lògica del Gatzel o Lògica en rims. A l'Escola de traductors de Toledo, abans del 1185, Domingo Gundisalvo també n'havia fet una traducció al llatí.
- Ihyā' 'ulūm al-dūn (Revivificació de les ciències de la religió), una apologia mística que data de la seva època contemplativa i que constitueix la seva obra principal. Hi presenta la seva nova concepció de la religió, en què s'integren elements provinents de tres fonts considerades fins aleshores com a contradictòries: la tradició musulmana, l'intel·lectualisme de la filosofia grega i el misticisme sufí. L'obra està dividida en quatre parts. La primera tracta de qüestions generals sobre els preceptes i formes pròpies dels ritus i les cerimònies religioses islàmiques. La segona parla de temes que es podrien anomenar de «bona educació» o «bon comportament». En la cosmovisió islàmica, així com en la jueva, aquestes normes són en majoria determinades pels preceptes religiosos, com per exemple: com s'ha de beure i menjar, com s'ha de viure el matrimoni, etc. La tercera part tracta de tot el que fa malbé les persones o els resulta negatiu. La quarta part tracta de les virtuts i estats que porten vers la via de la santedat: pobresa, paciència, agraïment, amor, etc. La va escriure en àrab i després ell mateix la va resumir i traduir al persa amb el títol de Kimiya-ye-Sa'dat (L'alquímia de la felicitat).
- al-Munqīd min al-dalāl (El qui deslliura de l'error), autobiografia en forma d'epístola en la qual exposa el procés interior i intel·lectual pel qual passà fins a obtenir la certesa que havia arribat a conèixer la veritat. En la traducció castellana, el professor E. Tornero la titulà Confesiones (vegeu la bibliografia).
- Mixqāt al-anwār (El nínxol de les llums), obra de teoria sufí.

## Altres contribucions

### Atomisme
Ghazalí va fundar l'escola aixarita d'atomisme. Sostenia que els àtoms són les úniques coses materials perpètues que existeixen, i que totes les altres coses del món són «accidentals», és a dir, efímeres. Res d'efímer no pot ser la causa d'una altra cosa, tret de la percepció, ja que existeix durant un moment. Els esdeveniments contingents no estan subjectes a causes físiques naturals, sinó que són el resultat directe de la intervenció constant de Déu, sense la qual res no podria tenir lloc. Així doncs, la natura depèn totalment de Déu, en consistència amb altres idees islàmiques aixarites sobre la causació o la manca de causació.

### Pel·lícula sobre al-Ghazâlî
- Al-Ghazalí, l'alquimista de la felicitat , 2004. Dirigida per Ovidio Salazar, Matmedia Productions.[6]